# 扁桃仁膏

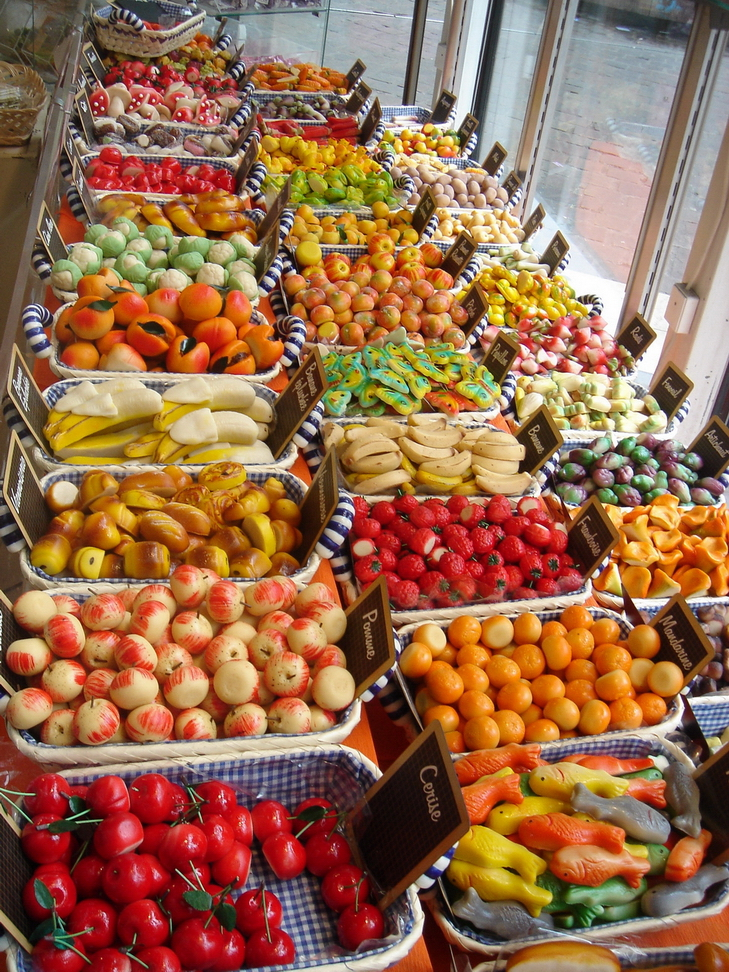
扁桃仁膏制作的水果形糕点

扁桃仁膏（德語：Marzipan）或扁桃仁糖膏，是一種主要由食糖或糖浆和扁桃仁製成的甜食，由于扁桃仁常被误称为杏仁，所以也叫杏仁膏、杏仁糖膏、杏仁糖衣。扁桃仁膏原料为煮过的甜扁桃仁，允许添加少量煮过的苦扁桃仁，但有些国家如西班牙、美国则完全不添加苦扁桃仁。有些標榜加入扁桃仁膏的糕点，實際上是使用成本較低的食材充數，例如杏仁、大豆粉等，并且常常用扁桃仁香精调味过度。
扁桃仁膏的初始制品称为扁桃仁原膏（德語：Marzipanrohmasse，英語：或）。根据《西里西亚糖果糕点制作手册》（Silesia Confiserie Manual）规定，扁桃仁原膏最多含有17%的水分和35%的糖分，扁桃仁油分的含量不低于28%，苦扁桃仁含量不高于扁桃仁总含量的12%。扁桃仁膏是扁桃仁原膏与糖进一步混合的产物，混合时加入的糖量不能多于扁桃仁原膏的量。德國扁桃膏是以整顆扁桃仁搗碎、加入糖，再經過部分烘乾。法國扁桃仁膏則是以扁桃仁粉拌入糖漿製成。
甜品中，扁桃仁膏普遍用於填充巧克力，或做水果、蔬菜等造型的扁桃仁糕点。有時也會滾壓成薄片，裝飾在糖霜蛋糕上，如生日蛋糕、結婚蛋糕和聖誕蛋糕等。這種手法在英國最為流行，尤其是使用於大型水果蛋糕。扁桃仁膏也可用於蛋糕內餡的填充，例如德式聖誕蛋糕。在某些國家，扁桃仁膏會被塑形成動物等小生物形狀的新年傳統糕点。扁桃仁膏也用於狂歡節期間常吃的國王蛋糕等。瑞典公主蛋糕使用扁桃仁膏覆盖蛋糕表面，一般为绿色。

## 类似的糖膏
桃仁或杏仁也可以制成糖膏，统称桃仁糖膏（德語：Persipan），类似的还有开心果膏（德語：Pistazienmarzipan）。
果阿邦（前葡屬印度）地區選用腰果制成糖膏，称为腰果糖膏（英語：Goan marzipan）。
菲律宾的霹雳果膏（西班牙語：mazapán de pili）是用霹雳果仁制成的。

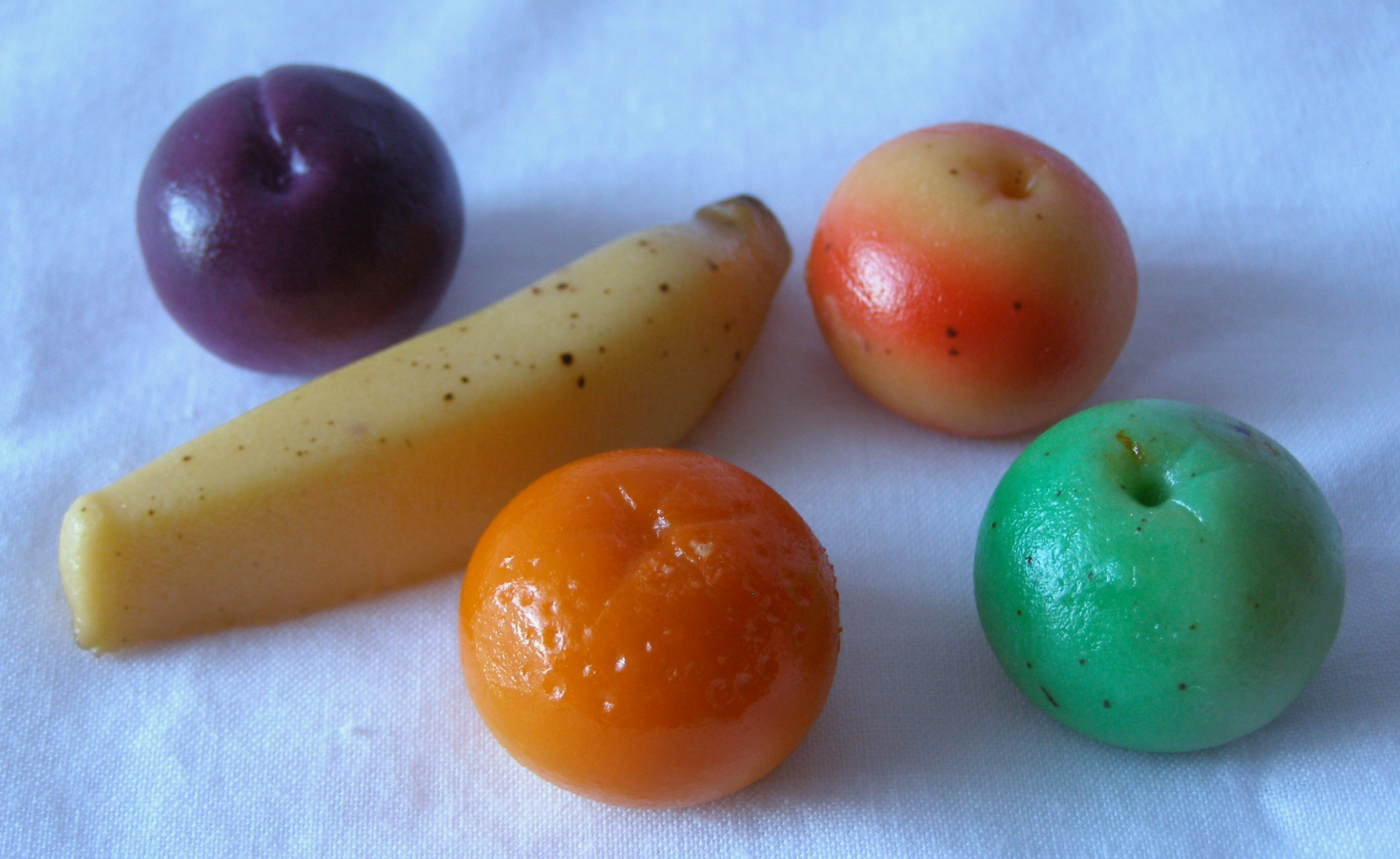
扁桃仁膏製作的水果形糕点
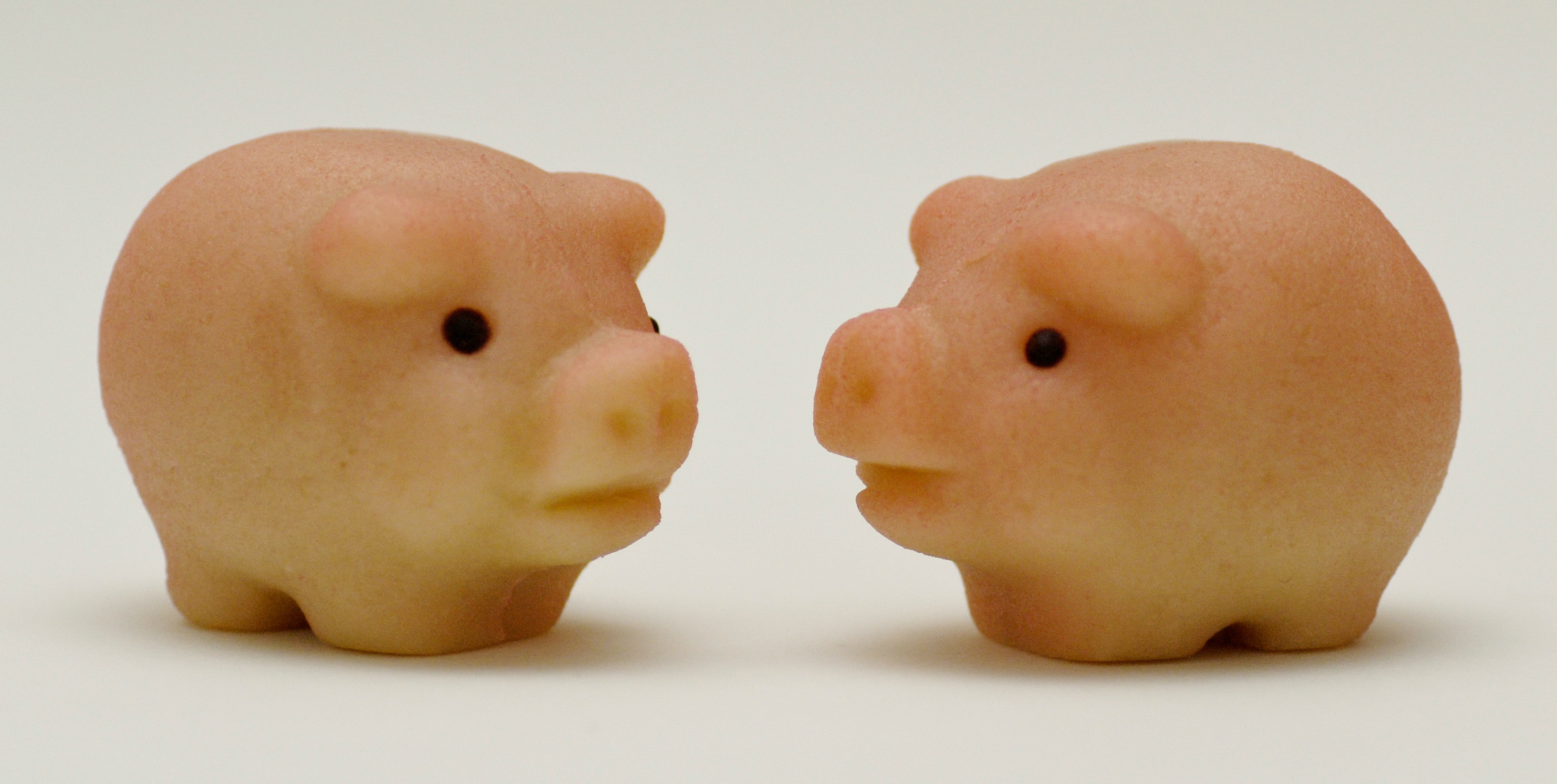
扁桃仁膏小豬
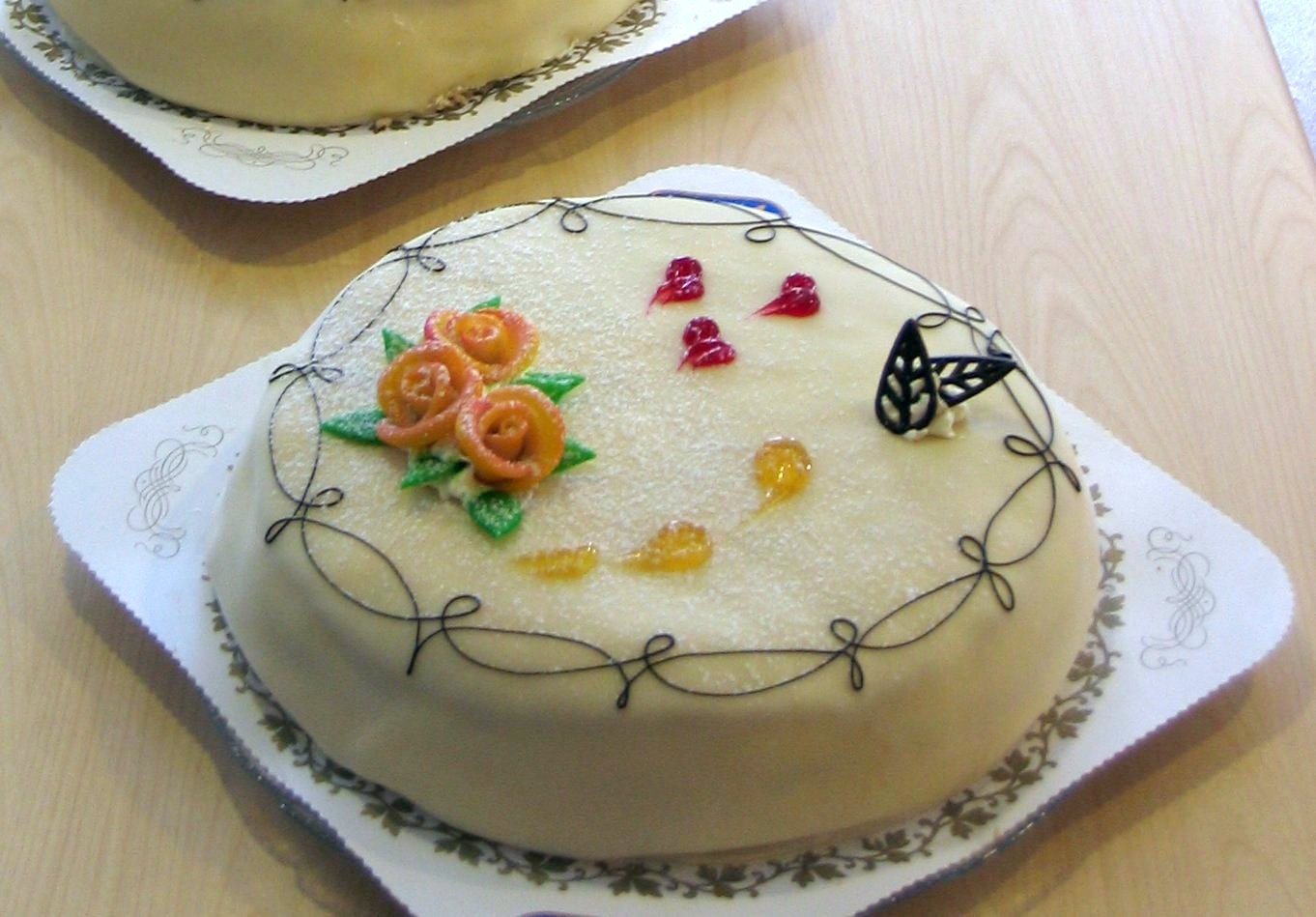
扁桃仁膏作糕面的蛋糕

## 外部連結
- "marzipan" 詞源 （页面存档备份，存于）